# Zátonyi Tibor
Zátonyi Tibor (Budapest, 1955. január 3. –) magyar fotóművész.

## Életpályája
1976-ban fényképész szakmunkásvizsgát tett. 1976 óta kiállító művész. 1976–1981 között szabadúszó fotográfus, 1981–1986 között a lipcsei Grafikai és Könyvművészeti Főiskola hallgatója, 1987–1998 között a Magyar Iparművészeti Főiskola Vizuális Kommunikáció Stúdió adjunktusa, 1999–2007 között könyvkiadók művészeti vezetője volt. 2007-től ismét szabadúszó fotóművész.

## Kiállításai

### Egyéni
- 1988, 1991, 1996-1997, 2003-2004, 2006, 2008 Budapest
- 2000 Nyíregyháza
- 2005 Dunaújváros
- 2007 Nagykovácsi
- 2008 Pozsony

### Válogatott, csoportos
- 1981, 1985, 1989-1991, 1994-1996, 1998-2000 Budapest
- 1987 New York, Varsó
- 1988 Bécs, Berlin, Salzburg
- 1989 Szentendre
- 1990 Bécs, Esztergom
- 1995, 1997 Pécs
- 1996 Eger
- 2002 Győr

## Filmes munkái

### Zenészként
- Zsötem (1992)

### Fényképészként
- A kalef (A Moszkva téri galeri) (2008)

### Színészként
- Kálvária (1982)
- Rám csaj még nem volt ilyen hatással (1994)